# 袁学凯
袁学凯（1914年—2004年），湖北黄陂人，中国人民解放军将领、中国人民解放军开国少将。
曾任中国人民解放军兰州军区空军参谋长。1955年，授予中国人民解放军少将。1968年至1973年以军管身份负责第二机械工业部。